# Peter Lauster
Peter Lauster (* 21. Januar 1940 in Stuttgart) ist ein deutscher Psychologe und Autor zahlreicher Selbsthilfebücher.
Er ist bekannt geworden durch seinen langjährigen Bestseller „Die Liebe. Psychologie eines Phänomens“. Dieses Buch hat inzwischen eine Auflage von über 1 Million Exemplaren erreicht. Viele seiner Bücher wurden in mehrere Sprachen übersetzt.

## Leben
Lauster studierte in Tübingen Psychologie, Philosophie, Kunstgeschichte und Anthropologie. Seit Januar 1971 betreibt er in Köln eine Praxis für psychologische Diagnostik und Beratung. Seit 1971 veröffentlicht Lauster populärwissenschaftliche psychologische Sachbücher. Die deutsche Gesamtauflage seiner Bücher beträgt über 4,5 Millionen Exemplare.
Lauster nimmt für seine Bücher nicht in Anspruch, eine Universallösung für das jeweils besprochene Problem zu sein, sondern präsentiert sie als Denkanstoß und betont stets die Wichtigkeit professioneller psychologischer Behandlung in Form einer Therapie. Er vermeidet es, durch Porträtierung eines psychologischen Übermenschen dem Leser ein Gefühl von Hoffnungslosigkeit oder Unvollkommenheit zu vermitteln. Kennzeichnend für Peter Lauster ist seine verständliche, nicht zynische oder belehrende Sprachweise. Dabei unterlegt er seine Ausführungen nicht mit Querverweisen zu wissenschaftlichen Quellen, sondern überlässt es dem Leser, über die Annahme der Inhalte zu entscheiden.
Schwerpunkte seiner früheren Werke sind Menschenkenntnis, Kindesentwicklung, Intelligenz und Entfaltung. Später kommt als hauptsächlicher Schwerpunkt das Thema Liebe hinzu.

## Begriff der Liebe
Ab den 1980er Jahren gewinnt der Begriff der Liebe einen zentralen Stellenwert in Peter Lausters Büchern. Diese beschreibt er als ein psychisches Phänomen, das mit naturwissenschaftlichen Methoden schwer zu fassen sei. Dabei grenzt er seine Definition von Liebe von anderen Definitionen der Liebe und von anderen Begriffen ab, z. B. von Liebe im philosophischen oder geistlichen Sinn sowie von Begierde, Sexualität und Lebensgemeinschaft.
Sein Begriff der Liebe, orientiert sich an der Sensitivität. Liebesfähigkeit sei nicht angeboren, sondern müsse im frühsten Kindesalter erlernt werden. Hierbei spiele die Liebe der Eltern eine große Rolle.
Ewige, große Liebe sowie Liebe als Schicksalsereignis sind für Lauster Mythen. Treue im Sinne der Fixierung auf nur einen einzigen Menschen hält Lauster für schädlich für Liebe und Gesundheit. Eine solche Fixierung sei der Versuch, Liebe mit Mitteln des Verstands zu erhalten. Dies diene nicht der Liebe, sondern anderen Bedürfnissen wie z. B. dem nach Sicherheit und einer stabilen Wirtschaftsgemeinschaft. Darüber hinaus sei es überhaupt nicht möglich, Liebe mit Hilfe des Verstandes fest zu halten, da sie sich auf rein sensitiver Ebene abspiele und zur Entfaltung der Liebe das Denken zur Ruhe kommen sollte.
Liebe sei nicht der Liebeshunger, also Liebe haben zu wollen, sondern vor allem Liebesfähigkeit, die Fähigkeit und Bereitschaft, Liebe zu geben, ohne hierfür Bedingungen zu stellen. Liebe sei flüchtig. Sie könne nur entstehen, wenn sie nicht reglementiert werde, sondern sich frei und ohne Erwartungen entfalte. Man könne sie weder besitzen noch konservieren. Liebe könne aber zwischen zwei psychisch gesunden Menschen erhalten bleiben, sich immer wieder von neuem entwickeln und weiter vertiefen, jedoch nie unter Zwang.
Siehe auch Hauptartikel: Die Liebe: Psychologie eines Phänomens

## Werke
(chronologisch geordnet)
- Stärkung des Ich. Die zweite Geburt der Selbstwerdung/Selbstbewusstsein. Sensibel bleiben, selbstsicher werden. Sonderausgabe. Rowohlt, Reinbek 2006, ISBN 3-499-62043-X
- Die Erotikformel: leidenschaftlich leben in Liebesbeziehungen (2005)
- Die Liebesformel (2004)
- Aus ganzem Herzen leben (Juli 2004)
- Liebeskummer als Weg der Reifung (Mai 2004)
- Lebe leicht und frei (Juli 2001)
- Stark sein in Beziehungskrisen (Juli 2000)
- Intelligenz: das Trainings- und Testprogramm (1996)
- Das Lauster-Lebensbuch: heilende Gedanken zur Selbstentfaltung und Befreiung (1993)
- Statussymbole: eine Demaskierung der menschlichen Eitelkeiten (1992)
- Selbstfindung: Meditationen zur Entspannung und Loslösung (1990)
- Lebenskunst: Wege zur inneren Freiheit.
- Die sieben Irrtümer der Männer (1989)
- Die Liebe: Psychologie eines Phänomens (Januar 1982)
- Lassen Sie der Seele Flügel wachsen: Wege aus der Lebensangst (1981)
- Wege zur Gelassenheit: die Kunst, souverän zu werden
- Der Sinn des Lebens: vom Glück der Selbstfindung
- Lassen Sie sich nichts gefallen: die Kunst, sich durchzusetzen (1976)
- So stärken Sie Ihr Selbstbewusstsein: Wege zur Ichentfaltung
- Mentale Fitness für Berufserfolg und Karriere
- Menschenkenntnis: Körpersprache, Mimik und Verhalten
- Persönlichkeit: ein Beratungs- und Testprogramm zu Ihrer persönlichen Entfaltung
- Der Frosch: Ein Lernbilderbuch für Kinder von 4 - 10 Jahren (Ursula u. Peter Lauster)
- Liebesgefühle: Texte und Bilder
- The Personality Test (April 1976)
- Ist mein Kind schulreif?: Eltern testen u. fördern d. Schulreife ihres Kindes (Ursula u. Peter Lauster 1974)
- Berufstest: die wichtigste Entscheidung im Leben richtig treffen (1974)
- Mein Kind soll aufs Gymnasium: Tests u. Förderprogramme (Ursula u. Peter Lauster. 1973)
- Menschenkenntnis ohne Vorurteile: lernen, wissen, handeln (1973)
- Teste deine Intelligenz: wie hoch ist mein Intelligenz-Quotient? (1972)
- Begabungstests: wo liegen ihre Fähigkeiten und Talente? (1971)